# John Clive
John Clive (Londres, 6 de janeiro de 1933 — 14 de outubro de 2012) foi um autor e ator britânico. Foi mais conhecido pelos bestseller KG 200, Borossa, The Last Liberator e Broken Wings.
Como ator participou em diversos filmes: Laranja Mecânica, Revenge of the Pink Panther, The Italian Job e fez a voz de John Lennon em O Submarino Amarelo.

## Carreira

### Ator
Outras participações em filmes, incluem a comédia The Magnet, creditado como Clive Kendall. No filme animado da banda The Beatles O Submarino Amarelo, ele participa fazendo a voz de John Lennon.
Na televisão, participou em Robert's Robots, Rising Damp, The Dick Emery Show, The Perils of Pendragon, The Sweeney, Great Expectations e The History of Mr Polly. Participou também na primeira Wednesday Play, Wear a Very Big Hat, transmitido pela BBC 1 em 1964. Trabalhou também em Lady Windermere's Fan, Screen One e The Ten Percenters.

### Autor
Em 1977, co-escreveu juntamente com J.D. Gilman, o romance histórico KG 200, a história sobre a unidade secreta Luftwaffe durante a Segunda Guerra Mundial. KG 200 foi um besteseller internacional. The Last Liberator, foi o segundo livro, editado em 1980, e foi bem recebido pela crítica literária. Barossa em 1981 também atingiu aclamação da crítica. Broken Wings foi publicado em 1983 e marcou o sucesso internacional de KG 200. Outros título de ficção foram escritos por Clive incluindo, "Ark" em 1986 outro livro bem aceite pelos críticos The Lions Cage foi publicado em 1988.